# József Bajza

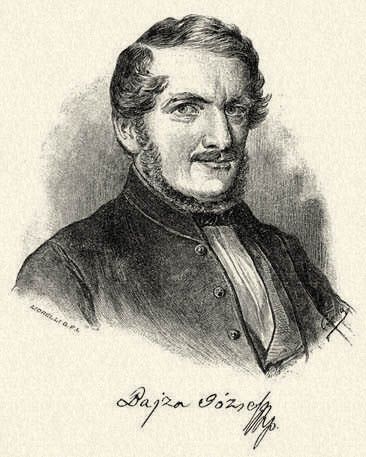
József Bajza.

József Bajza (Szücsi, 31 de enero de 1804 - Pest, 3 de marzo de 1858) fue un poeta y crítico literario húngaro.

## Biografía
Nacido en Szücsi en 1804, Bajza fue un destacado miembro del Círculo Aurora, que dominó la vida literaria de Hungría a mediados del siglo XIX, y que se organizaba alrededor de la revista Aurora, que Bajza editó entre 1830 y 1837. También contribuyó a otras publicaciones colectivas, como el Kritikai Lapok, el Athenaeum, o el Figyelmező. Sus reseñas de obras teatrales son posiblemente sus mejores obras como crítico. Además, en 1830 publicó las traducciones de varios dramas extranjeros, y en 1835 una colección de sus poemas. En 1837 fue nombrado director del recién establecido Teatro Nacional de Budapest. Después, durante unos años se dedicó a la historia y publicó la Biblioteca histórica (Történeti Könyvtár), 6 vols., 1843-1845; el Plutarco moderno (Uj Plutarch), 1845-1847; y una Historia universal (Világtörténet), 1847, obras que son al menos parcialmente traducciones de autores alemanes. En 1847 Bajza comenzó a publicar otra revista de la oposición, Ellenor, en Leipzig, y en marzo de 1848 Lajos Kossuth le nombró editor del periódico Kossuth Hirlapja. En 1850 enfermó a causa de una dolencia cerebral, y murió en Pest en 1858.